# Bar Hebraeus
Gregorio Bar Hebraeus (Ebrá, 1226-Maraghe, 30 de julio de 1286) fue un obispo de la Iglesia ortodoxa siriana.
Es conocido por sus obras sobre filosofía, poesía, lenguaje, historia, y teología. 
El orientalista inglés William Wright (1830-1889) lo denominó «uno de los hombres más instruidos y versátiles de la Iglesia ortodoxa siria».

## Nombre
Al nacer, Bar Hebraeus recibió el nombre árabe de Abū'l-Faraj bin Hārūn al-Malaṭī (en árabe: ابو الفرج بن هارون الملطي‎).
Parece que tomó el nombre cristiano de Gregorio (siríaco:ܓܪܝܓܘܪܝܘܣ, Grigorios; en árabe: غريغوريوس‎, Ġrīġūriyūs) cuando fue consagrado obispo.
Durante el transcurso de su vida, a menudo era mencionado por su sobrenombre sirio Bar ʿEbrāyā (siríaco:ܒ ܥܒܪܝܐ, el cual se pronuncia y a menudo es escrito como Bar Ebroyo en el dialecto sirio occidental de la Iglesia ortodoxa siria), dando lugar al nombre latinizado de Bar Hebraeus. A menudo se considera que su sobrenombre implica un antecedente judío (con un significado de ‘hijo de los hebreos’). Sin embargo, es muy débil la evidencia en este sentido. Es más probable que su nombre haga referencia a su sitio de nacimiento, ʿEbrā, donde cruza el río Éufrates la antigua ruta al este de Malatya hacia Kharput (actualmente Elazığ) y Amida (Mesopotamia) (actualmente Diyarbakır).

## Biografía
Nació en 1226 en la localidad de ʿEbrā (Izoli, llamada en turco Kuşsarayı) cerca de Malatya, población del sultanato de Rûm (actual provincia turca de Elaziğ). Su padre era un médico judío de nombre Aarón, que se había convertido al cristianismo. Tras mudarse su familia hacia Antioquía, Bar Hebraeus continuó allí con sus estudios y cuando tenía unos diecisiete años se hizo monje y comenzó a llevar la vida del ermitaño. En 1246, fue consagrado obispo de Gubos por el patriarca ortodoxo siríaco Ignacio II.
Falleció el 30 de julio de 1286 en Maragha (Irán).

## Trabajos
En sus numerosos y elaborados tratados recopiló los resultados de investigaciones en teología, filosofía, ciencia e historia disponible en su época en Siria. La mayoría de sus obras las escribió en siríaco. Sin embargo, también escribió algunas en árabe, el cual se había convertido en la lengua cotidiana de esa época.

### Enciclopédico y filosófico
La gran obra enciclopédica de Bar Hebraeus es su Hewath Hekhmetha, "La crema de la ciencia", que trata de casi todas las ramas del conocimiento humano y comprende toda la disciplina aristotélica, después de Avicena y los escritores árabes. Este trabajo, hasta el momento, no ha sido publicado, con la excepción de un capítulo, por Margoliouth, en Analecta Orientalia ad poeticam Aristotelam (Londres, 1887), 114-139.
El Kethabha dhe-Bhabhatha ("Libro de las pupilas de los ojos") es un compendio de lógica y dialéctica. Otras obras se encuentran en varios manuscritos, conservados en Florencia, Oxford, Londres y otros lugares. El Teghrath Teghratha ("Comercio de comercios") es un resumen del anterior, mientras que Kethabha dhe-Sewadh Sophia ("Libro del discurso de la sabiduría") representa un compendio de conocimientos en física y metafísica. A éstos habría que añadir algunas traducciones de obras árabes al siríaco, así como algunos tratados escritos en árabe.

### Exégesis bíblica
La obra más importante de Bar Hebraeus es Awsar Raze, "Almacén de secretos", un comentario sobre la Biblia entera, tanto doctrinal como crítico. Antes de dar su exposición doctrinal de un pasaje, primero considera su estado crítico. Aunque usa la Peshitta como base, sabe que no es perfecta, y por eso la controla por el hebreo, la Septuaginta, las versiones griegas de Símaco, Teodoción, Aquila, por las versiones orientales, armenia y copta, y finalmente por la otras traducciones siríacas, Heraclea, Filoxena y especialmente Siro-Hexapla. La obra de Bar Hebræus es de gran importancia para la recuperación de estas versiones y más especialmente para la Hexapla de Orígenes, de la cual la Siro-Hexapla es una traducción de Pablo de Tella. Sus porciones exegéticas y doctrinales están tomadas de los Padres griegos y teólogos ortodoxos siríacos anteriores. Aún no se ha publicado una edición completa de la obra, pero se han publicado muchos libros individuales en diferentes momentos.

### Obras históricas
Bar Hebraeus ha dejado una gran historia eclesiástica llamada Makhtbhanuth Zabhne (Chronicon), en la que considera la historia desde la Creación hasta su época. Bar Hebræus usó casi todo lo que se había escrito antes que él, mostrando una preferencia particular a los registros cronográficos ahora perdidos publicados por Teófilo de Edesa (finales del siglo VIII, aunque solo tiene esto a través de Miguel el Sirio y otros dependientes). La obra se divide en dos partes, a menudo transmitidas por separado.
La primera parte trata de la historia política y civil y se conoce como Chronicon Siriacum. La edición estándar del Chronicon Siriacum es la de Paul Bedjan. En 1932 se publicó una traducción al inglés de EA Wallis Budge.
Esto fue para dar contexto a la segunda parte, conocida como Chronicon Ecclesiasticum y que cubre la historia religiosa. Esa sección comienza con Aarón y consta de una serie de entradas de personas importantes. La primera mitad cubre la historia de la Iglesia Ortodoxa Siria y los Patriarcas de Antioquía, mientras que la segunda mitad está dedicada a la Iglesia de Oriente, los Patriarcas nestorianos y los mafrianes jacobitas. La edición actual del Chronicon Ecclesiasticum es la de Abelos y Lamy, texto siríaco, traducción latina. En 2016 se publicó una traducción al inglés de David Wilmshurst.
Bar Hebraeus hacia el final de su vida decidió escribir una historia en árabe basada en gran parte en Chronicon Siriacum, adaptada para un público más amplio de lectores de árabe en lugar de únicamente para el clero alfabetizado en siríaco. El trabajo se hizo conocido con el nombre de al-Mukhtaṣar fi-l-Duwal. Esto fue publicado por primera vez por Edward Pococke en 1663 con traducción y comentarios en latín. Una edición moderna fue publicada por primera vez por el P. Antón Salhani en 1890.

### Teología
En teología, Bar Hebræus era miafisita. Una vez reflexionó: "Después de pensar mucho y reflexionar sobre el asunto, me convencí de que estas disputas entre las diferentes Iglesias cristianas no son una cuestión de sustancia fáctica, sino de palabras y terminología; porque todas confiesan a Cristo nuestro Señor como Dios perfecto y hombre perfecto, sin mezcla, mezcla o confusión de las naturalezas... Así vi a todas las comunidades cristianas, con sus diferentes posiciones cristológicas, como poseedoras de un único terreno común que es sin ninguna diferencia entre ellos".
En este campo, tenemos de Bar Hebraeus las obras Menarath Qudhshe, "Lámpara del Santuario", y Kethabha dhe-Zalge, "Libro de los Rayos", un resumen del primero. Estas obras no han sido publicadas y existen manuscritas en París, Berlín, Londres, Oxford y Roma. La teología ascética y moral también fueron tratadas por Bar Hebræus, y tenemos de él Kethabha dhe-Ithiqon, "Libro de la Ética", y Kethabha dhe-Yauna, "Libro de la Paloma", una guía ascética. Ambos han sido editados por Bedjan en "Ethicon seu Moralia Gregorii Barhebræi" (París y Leipzig, 1898). El "Libro de la Paloma" fue publicado simultáneamente por Cardahi (Roma, 1898). Bar Hebræus codificó los textos jurídicos de los siríacos ortodoxos, en una colección llamada Kethabha dhe-Hudhaye, "Libro de Direcciones", editada por Bedjan, "Barhebræi Nomocanon" (París, 1898). Una traducción latina se encuentra en Angelo Mai, "Scriptorum Veter. Nova Collectio", vol. X.

### Lingüística
Los trabajos lingüísticos de Gregory Bar Hebraeus resultaron de sus estudios de lengua siríaca y literatura siríaca. Escribió dos importantes obras gramaticales. Primero está el "Libro de gramática en la métrica de Mor Ephrem", también conocido como la "Gramática Métrica", escrito en versos con comentarios, y existente en unas 140 copias de varias épocas. En ese trabajo, se refirió a su idioma nativo como arameo (ārāmāytā) y siríaco (sûryāyā). Su otro trabajo gramatical se llama el "Libro de los esplendores" (Ktābā d-ṣemḥe). Ambos fueron editados por Paulin Martin en 1872.

### Otros trabajos
Además de los mencionados anteriormente, Bar Hebræus ha dejado muchos otros trabajos sobre matemáticas, astronomía, cosmografía, medicina y filosofía, algunos de los cuales han sido publicados, pero otros existen solo en manuscritos. Los más importantes de ellos son:
- Kethabha dhe-Bhabhatha (Libro de las pupilas de los ojos), un tratado sobre lógica o dialéctica
- Hewath Hekmetha (mantequilla de sabiduría), una exposición de toda la filosofía de Aristóteles
- Sullarat Haunãnãyã (Ascenso de la mente), tratado de astronomía y cosmografía, editado y traducido por F. Nau (París, 1899)
- Varios trabajos médicos
- Kethabha dhe-Zalge (Libro de los rayos), un tratado de gramática
- Obras éticas
- Poemas
- Kethabha dhe-Thunnaye Mighaizjzikhanl (Libro de historias entretenidas), editado y traducido por E. A. Wallis Budge (Londres, 1897).

Se puede encontrar una lista completa de las otras obras de Bar Hebraeus y de las ediciones de las que se han publicado en varias obras académicas.